# Santa Marina de Valdeón
Santa Marina de Valdeón (en leonés, Santa Marina de Valdión) es una localidad del municipio de Posada de Valdeón, en la provincia de León (Castilla y León, España), situada en el parque nacional de Picos de Europa.

## Historia
En la Edad Media fue un concejo independiente que perteneció al señorío de la Iglesia de León. En la Edad Moderna pasó a formar parte del alfoz del concejo realengo de Valdeón y hasta el siglo XIX no se incorporó al municipio de Posada de Valdeón. 

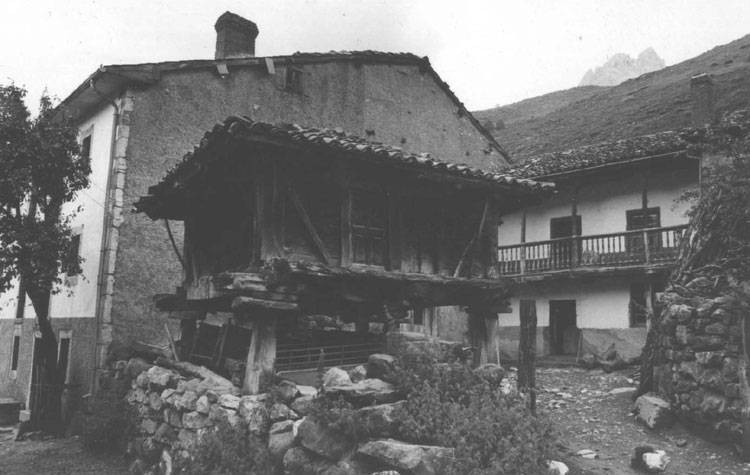

En Santa Marina existió un monasterio conocido como Santa Marina de Mates o Mades, que adoptó la Regla de San Benito en el año 1081, cuando el rey Alfonso VI estableció el coto originario delimitado por los lugares de El Cuerno, Remoña, Pandetrave y Montó y cuyo dominio monástico se extendía en el siglo XII desde dichos lugares hasta el concejo asturiano de Amieva, perteneciéndole las localidades de Argolibio, Cien, Vega de Cien y Carbes en Asturias, así como varios lugares en el valle de Corona y, entre ellos, un monasterio allí fundado por los propios monjes de Santa Marina que tenía por advocación la de San Isidoro. 
En el año 1093 habitaban en el monasterio 10 monjes con seguridad y posiblemente algunos más, presididos por el abad Pedro que lo fue, al menos, entre los años 1081 y 1113.
El monasterio de Santa Marina fue codiciado por el vecino cenobio de Santo Toribio de Liébana y, como vestigio de su antigua importancia, los arcedianos de Mayorga de la Iglesia de León portaron hasta el siglo XVII el título honorífico de "abad de Santa Marina de Valdeón". Pero del antiguo y desaparecido monasterio sólo perdura la advocación que hoy lleva la iglesia parroquial de la localidad y una pequeña pila bautismal románica anepígrafa, de características similares a la de Posada de Valdeón.

## Evolución demográfica
| 2000 | 2001 | 2002 | 2003 | 2004 | 2005 | 2006 | 2007 | 2008 | 2009 | 2010 | 2011 |
| 51   | 52   | 51   | 57   | 52   | 53   | 50   | 54   | 50   | 51   | 50   | 56   |

## Biblia de Santa Marina de Valdeón
En el año 1990 se publicaron los resultados del estudio realizado sobre el hallazgo que hizo Elena E. Rodríguez Díaz durante el verano de 1984 de un fragmento de biblia perteneciente a la segunda mitad del siglo X, copiado en escritura visigótica, que había pertenecido a la biblioteca del monasterio de Santa Marina de Valdeón y que hoy se conserva en el Archivo Histórico Diocesano de León.
Lo único que conocemos de aquella antigua Biblia es un folio de pergamino que fue reutilizado como forro de un libro administrativo de la parroquia rotulado como "Santa Marina, quentas de Nuestra Señora", cuyas fechas límite son los años de 1733 y 1739. Se trata de un fragmento de 338/292x321 milímetros que, a juzgar por el texto que falta y los amplios márgenes característicos de estos libros que se observan muy bien en los 40 mm conservados en el lado derecho, debió sobrepasar los 425x350 milímetros. Fue, por tanto, un lujoso códice de gran formato. 
El texto se dispuso a tres columnas, según tradición de los más antiguos manuscritos hispanos, pautando por la cara de pelo del pergamino a punta seca con líneas que atraviesan los intercolumnios pero dejan libres los espacios marginales, lo que significa una cuidada confección hecha por manos expertas. El fragmento presenta además pinchazos de guía para el trazado de los renglones, de morfología plana y situados en el centro del segundo intercolumnio. Estas técnicas codicológicas y el análisis del texto son evidencias que indican que la Biblia de Santa Marina de Valdeón utilizó como modelo otro texto copiado también a tres columnas.
Tras la restauración llevada a cabo en el Monasterio de San Pelayo de Oviedo pudieron recuperarse dos iniciales decoradas, constituidas por letras L de gran módulo, sencilla factura y austero colorido, trazadas con regla, rellenas de color y acompañadas de tenues adornos filiformes, que ocupan ambas el espacio de cuatro renglones de texto. 
La Biblia de Santa Marina de Valdeón se copió en escritura visigótica redonda con una pluma ligeramente biselada y cuyo aspecto regular y estilizado pertenece a lo que don Agustín Millares denominó escritura visgótica libraria leonesa. Posee además paralelismos paleográficos en las abreviaturas y los nexos con la Biblia de Albares. Para las iniciales de párrafo se utilizan letras unciales, mientras que las iniciales de capítulo, las L decoradas ya descritas, responden a los modelos capitales. Dos manos actúan como correctoras del texto, una que utiliza una escritura visigótica cursiva trazada con pluma muy gruesa y otra que escribe en visigótica redonda con una pluma más fina. 
El texto (Levítico, 14) presenta diversas variantes con respecto a la versión de la Vulgata. 
Las autoras del estudio publicado en el año 1990 concluyen que "el fragmento bíblico de Santa Marina de Valdeón viene a redundar en la existencia de centros monásticos de ascendencia muy probable mozárabe en la montaña asturleonesa, que mantuvieron viva la antigua tradición codicológica de la Biblia". Por su factura material y su escritura puede afirmarse que la confección de la Biblia de la que formó parte el fragmento valdeonés fue hecha en un scriptorium leonés bien cualificado.